# Hólyagsérv
A hólyagsérv (vagy más néven cystocele) olyan elváltozás, amely során a mellső hüvelyfal kitágul, a hólyag és a hüvely közötti kötőszövet meggyengül, a hólyag beboltosul a hüvelybe, illetve a hüvelybemenetből kidomborodik. Nem minden esetben jár tünetekkel. A nők legtipikusabb panaszai között szerepel a gyakori vizelési probléma, az elcseppenő vizelet, illetve a medencetáji húzó fájdalomérzet.

## Tünetek
A hólyagsérv tünetei lehetnek:
- hüvelyi dudor hüvelyen kívül, vagy azon belül
- érzés, hogy valami kiesik a hüvelyből
- kismedencei nehézség vagy teltségérzet
- vizeletáram elindításának nehézségei
- hiányos vizelés érzése
- gyakori vagy sürgős vizelés
- hát és kismedencei fájdalom
- fájdalmas nemi érintkezés

A szövődmények között szerepelhetnek visszatérő húgyúti fertőzések.

## Hajlamosító tényezők
A cystocele akkor fordul elő, amikor a húgyhólyag és a hüvely közötti izmok, fascia, inak és kötőszövetek meggyengülnek vagy leválnak. Kialakulásának legnagyobb rizikófaktora a hüvelyi szülés, kisebb mértékben maga a terhesség kihordása is előidézheti. 

## Kockázati tényezők
A cystocele kialakulásának kockázati tényezői lehetnek:
- olyan foglalkozás, amely jelentős teher emelésével jár
- terhesség, szülés
- krónikus tüdőbetegség, köhögés
- genetikai hajlam
- helytelen testmozgás
- kismedencei trauma
- kötőszöveti rendellenességek
- méheltávolítás
- kismedencei szervek rákkezelése
- menopauza
- krónikusan magas intraabdominális nyomás
- krónikus légúti betegség
- székrekedés
- elhízás

## Kezelés
A hólyagsérv kezelése lehet konzervatív kezelés, műtéti eljárás, vagy a kettő kombinációja. A megfelelő kezelés kiválasztása mindig összhangban kell álljon az életkorral, a gyermekvállalási szándékkal, a károsodás súlyosságával, a szexuális kapcsolat folytatásának vágyával és az esetleges egyéb betegségekkel is. Az esetek többségében érdemes először a hólyagsérv konzervatív kezelésével próbálkozni. Ha sikerül a gátizomzatot megerősíteni, a műtét elkerülhetővé válhat.
- Nem műtéti, konzervatív kezelés típusai:

Pesszárium terápia – Ez egy olyan eltávolítható eszköz, amelyet a hüvelybe helyeznek az elülső hüvelyfal támogatására. A pesszáriumok sokféle formában és méretben kaphatóak. Fontos a megfelelő méret orvos általi kiválasztása és betanítása.
Kismedencei gátizomterápia – A gátizomzat erősítésére szolgáló medencefenék gyakorlatok előnyösek lehetnek, de leginkább csak olyan esetekben, amikor a gátizomzat akaratlagos mozgathatósága végrehajtható a beteg által.
Komplex konzervatív terápia – A pesszárium, az elektrostimulációs és a hüvelysúllyal végzett terápia kombinációja.
- A hólyagsérv műtéti kezelése

A leggyakrabban végzett beavatkozás a mellső fali hüvelyplasztikai műtét. A hüvelyhám megnyitása után a hólyagsérvet megszüntetik és a hüvelyfalat a kitágult rész eltávolítása után, újra egyesítik. Az eltávolított rész nagyságának nagy szerepe van a műtét után kialakuló új állapotban. Ha túl nagy részt távolítanak el, az maradandó problémákhoz vezethet. Mivel a szövetek megnyúlásának okát, vagyis az alapproblémát a műtét nem képes megszüntetni, a gátizomzat megerősítése nélkül a hólyagsérv újra kiújulhat. Kiújulás esetén mellső fali háló, vagyis úgynevezett TVT szalag beépítése jöhet szóba. A műtéti szövődmények aránya magas. Végleges megoldásként, ha a beteg nem szeretne már nemi életet élni, idősebb nők esetén, a hüvely bezárása is szóba jöhet. 